# David 't Kindt

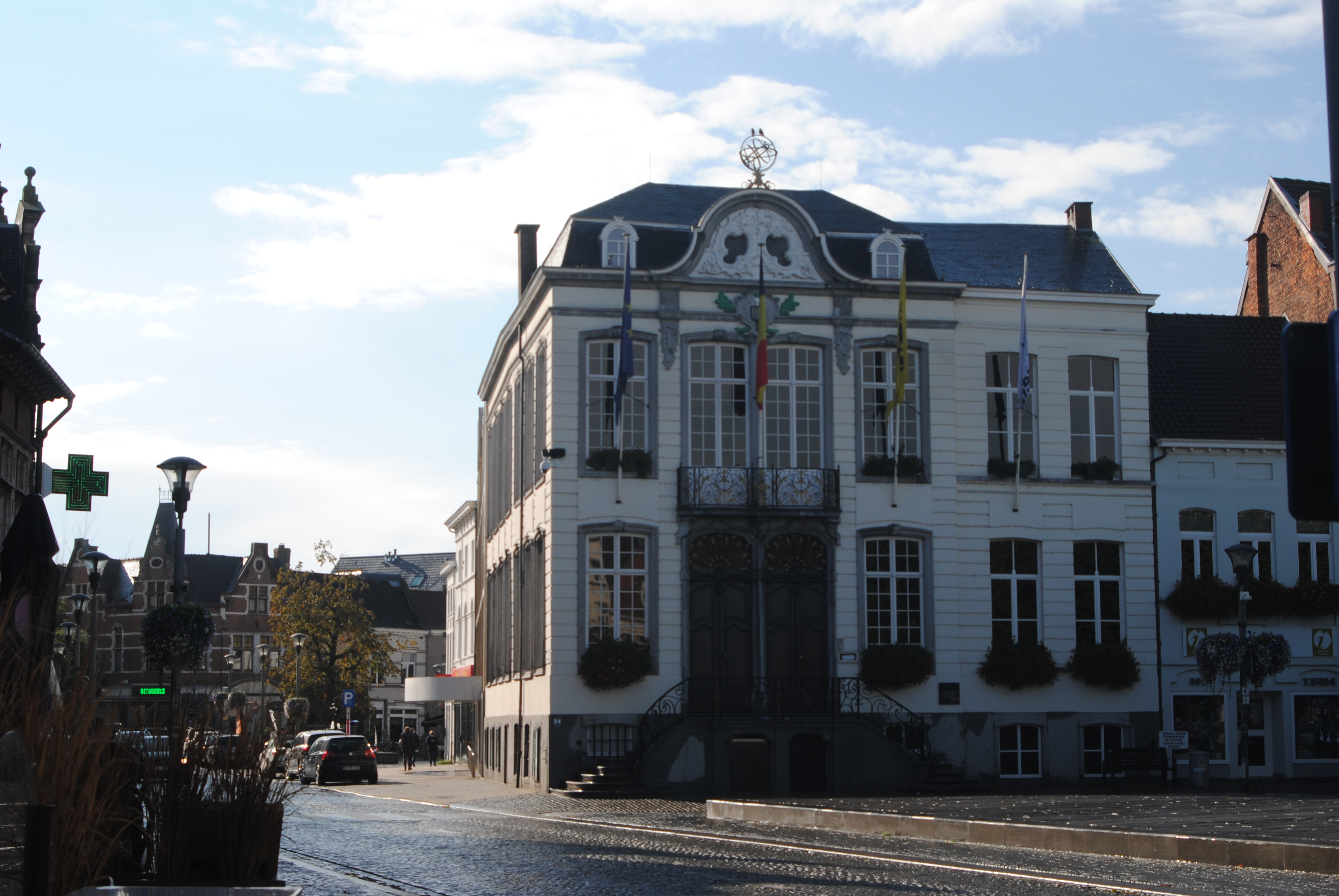
Stadhuis van Lokeren

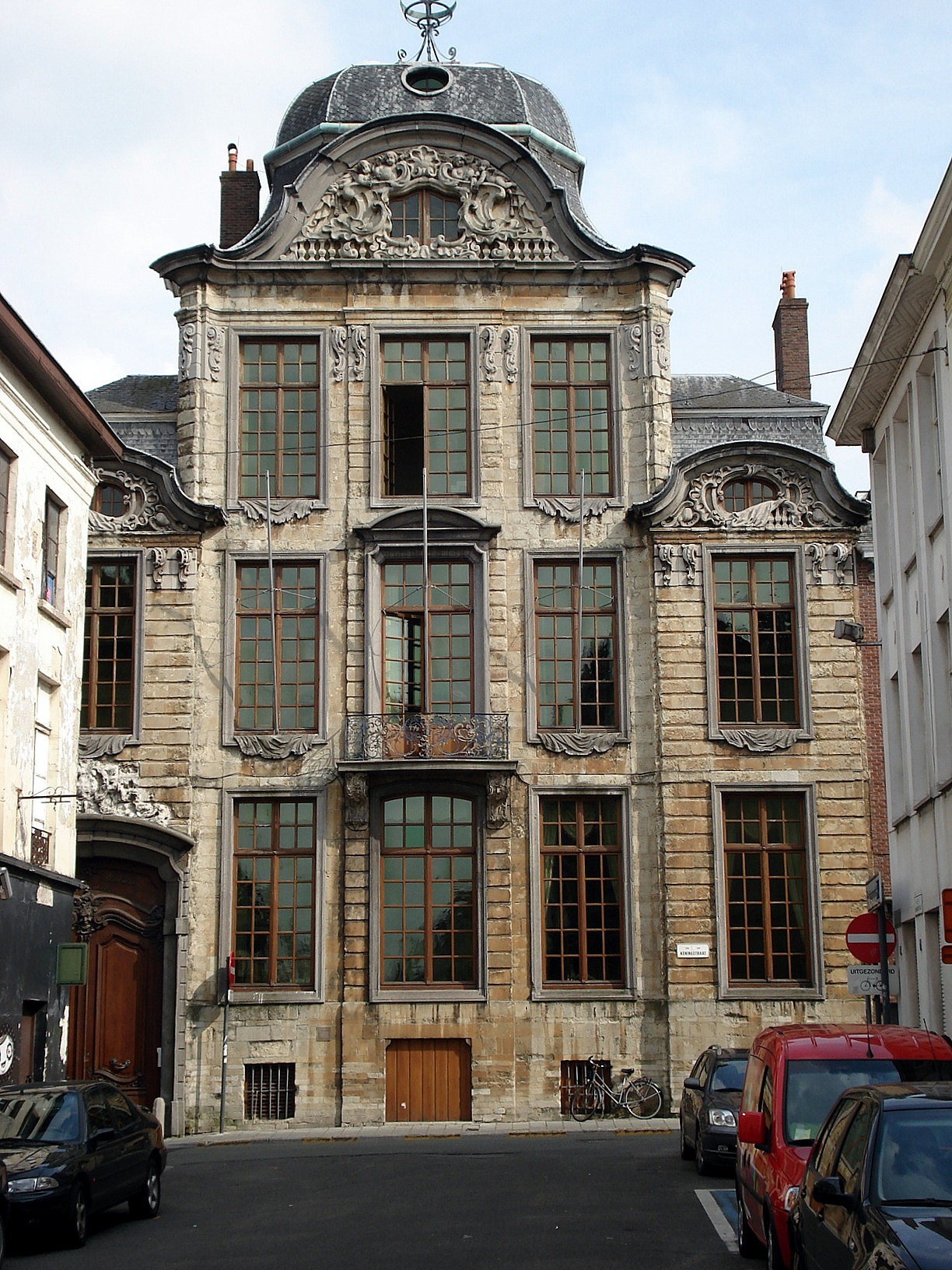
David 't kindtherenhuis (Hotel van Oombergen), bouwjaar 1746, thans Koninklijke Academie voor Nederlandse Taal- en Letterkunde.

David Franciscus 't Kindt (Gent, 12 januari 1699 – aldaar, 14 juli 1770) was een Zuid-Nederlands architect.
Samen met Bernard de Wilde is hij de belangrijkste vertegenwoordiger van de Gentse rococo. Hij vermengde invloeden van de Lodewijk XV-stijl met de exuberante Zuid-Duitse rococo.
Hij behaalde op 27-jarige leeftijd het meesterschap bij het ambacht van de timmerlieden.
In Gent zijn de volgende gebouwen van zijn hand:
- de Wijdenaardbrug (1734), die vroeger de Reep overspande aan het Bisdomplein.
- de Hoofdwacht (1738), dat nu deel uitmaakt van de Handelsbeurs aan de kouter.
- de 'Mammelokker', de stedelijke gevangenis (1741)
- het hotel Oombergen (1745), thans zetel van de Koninklijke Academie voor Nederlandse Taal- en Letterkunde
- het hotel de Coninck (1753), dat het Museum voor Sierkunst huisvest (in 1992 omgedoopt tot Design Museum Gent)
- het hotel d'Hane-Steenhuyse (1768)
- het hotel Clemmen (1746-1772), thans Museum Vander Haeghen.

Buiten Gent was hij ook aangesteld als architect van het stadhuis van Lokeren, en daarnaast bouwde hij verschillende particuliere huizen.
- International Standard Name Identifier: 0000 0000 7894 2269
- Library of Congress Control Number: nr97018607
- Système universitaire de documentation: 248484753
- Union List of Artist Names: 500120766
- Virtual International Authority File: 34362678
- WorldCat: E39PBJgmRTmXdvg3VGVWfjvWDq